# Флаг Ракетных войск стратегического назначения
Флаг и эмблема Раке́тных войск стратеги́ческого назначе́ния являются официальными символами Ракетных войск стратегического назначения Российской Федерации (РВСН России).

## Флаг
Флаг Ракетных войск стратегического назначения учреждён приказом Министра обороны России 14 июня 2004 года.

Описание флага 

Флаг Ракетных войск стратегического назначения представляет собой двухстороннее полотнище тёмно-синего цвета с красной полосой в нижней части. В центре полотнища — изображение золотых круглого щита и меча на золотых перекрещённых стрелах (далее именуется — изображение). Щит с орнаментом и ободом с восемью клёпками.
Отношение ширины флага к его длине 2:3. Отношение высоты изображения к ширине флага 1:2. Отношение диаметра щита и ширины красной полосы к ширине флага 1:4.

## Эмблема
Эмблема Ракетных войск стратегического назначения учреждена приказом Министра обороны России 12 мая 2006 года.

Описание эмблемы 

Малая эмблема Ракетных войск стратегического назначения — изображение золотого круглого щита с орнаментом и ободом с восемью заклёпками на золотых мече и диагонально перекрещённых стрелах.
Средняя эмблема Ракетных войск стратегического назначения — изображение золотого двуглавого орла с распростёртыми крыльями, держащего в правой лапе серебряный меч, а в левой — две серебряные перекрещённые стрелы; на груди орла — красный, треугольный, вытянутый книзу щит со штоком, восходящим к короне; в поле щита — всадник, поражающий копьём дракона.
Большая эмблема (герб) Ракетных войск стратегического назначения — изображение малой эмблемы Ракетных войск стратегического назначения в круглом синем геральдическом щите, обрамлённом золотым венком круглой формы из тополиных листьев; в верхней части венка — эмблема Вооружённых Сил Российской Федерации.

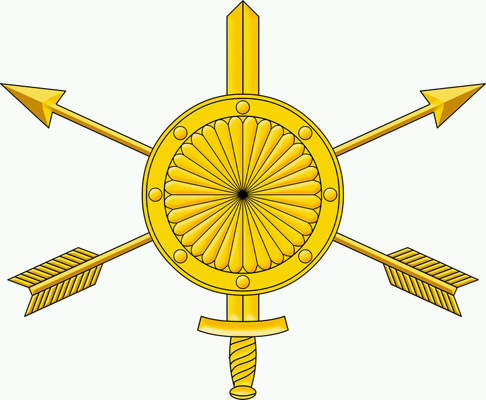
Малая эмблема РВСН России
Средняя эмблема РВСН России
Большая эмблема РВСН России